# Pantopsalis cheliferoides
Espèce
Synonymes
- Phalangium cheliferoides Colenso, 1883

Pantopsalis cheliferoides est une espèce d'opilions eupnois de la famille des Neopilionidae.

## Distribution
Cette espèce est endémique de Nouvelle-Zélande. Elle se rencontre vers Seventy-mile Bush entre Norsewood et Dannevirke.

## Description
La carapace du mâle décrit par Taylor en 2004 mesure 2,0 mm de long sur 3,0 mm.

## Systématique et taxinomie
Cette espèce a été décrite sous le protonyme Phalangium cheliferoides par Colenso en 1883. Elle est placée dans le genre Pantopsalis par Nicholls, Sirvid, Pollard et Walker en 2000.

## Publication originale
- Colenso, 1883 : « On some newly-discovered New Zealand arachnids. » Transactions and Proceedings of the New Zealand Institute, vol. 15, p. 165–173 (texte intégral).